# Montmirey-le-Château
Montmirey-le-Château est une commune française située dans le département du Jura, dans la région culturelle et historique de Franche-Comté et la région administrative Bourgogne-Franche-Comté.

## Géographie

### Climat
Pour des articles plus généraux, voir Climat de la Bourgogne-Franche-Comté et Climat du département du Jura.
En 2010, le climat de la commune est de type climat océanique dégradé des plaines du Centre et du Nord, selon une étude du Centre national de la recherche scientifique s'appuyant sur une série de données couvrant la période 1971-2000. En 2020, Météo-France publie une typologie des climats de la France métropolitaine dans laquelle la commune est exposée à un climat semi-continental et est dans une zone de transition entre les régions climatiques « Bourgogne, vallée de la Saône » et « Jura ». 
Pour la période 1971-2000, la température annuelle moyenne est de 10,4 °C, avec une amplitude thermique annuelle de 17,2 °C. Le cumul annuel moyen de précipitations est de 937 mm, avec 12,3 jours de précipitations en janvier et 8,5 jours en juillet. Pour la période 1991-2020, la température moyenne annuelle observée sur la station météorologique de Météo-France la plus proche, « Dole », sur la commune de Dole à 15 km à vol d'oiseau, est de 11,6 °C et le cumul annuel moyen de précipitations est de 1 023,0 mm. 
La température maximale relevée sur cette station est de 40 °C, atteinte le 31 juillet 2020 ; la température minimale est de −24 °C, atteinte le 10 janvier 1985,,. 
Les paramètres climatiques de la commune ont été estimés pour le milieu du siècle (2041-2070) selon différents scénarios d'émission de gaz à effet de serre à partir des nouvelles projections climatiques de référence DRIAS-2020. Ils sont consultables sur un site dédié publié par Météo-France en novembre 2022.

## Urbanisme

### Typologie
Au 1er janvier 2024, Montmirey-le-Château est catégorisée commune rurale à habitat dispersé, selon la nouvelle grille communale de densité à sept niveaux définie par l'Insee en 2022.
Elle est située hors unité urbaine. Par ailleurs la commune fait partie de l'aire d'attraction de Dole, dont elle est une commune de la couronne,. Cette aire, qui regroupe 87 communes, est catégorisée dans les aires de 50 000 à moins de 200 000 habitants,.

### Occupation des sols
L'occupation des sols de la commune, telle qu'elle ressort de la base de données européenne d’occupation biophysique des sols Corine Land Cover (CLC), est marquée par l'importance des territoires agricoles (54,8 % en 2018), une proportion identique à celle de 1990 (54,8 %). La répartition détaillée en 2018 est la suivante : 
forêts (41,8 %), terres arables (40 %), prairies (11,6 %), zones urbanisées (3,5 %), zones agricoles hétérogènes (3,2 %). L'évolution de l’occupation des sols de la commune et de ses infrastructures peut être observée sur les différentes représentations cartographiques du territoire : la carte de Cassini (XVIIIe siècle), la carte d'état-major (1820-1866) et les cartes ou photos aériennes de l'IGN pour la période actuelle (1950 à aujourd'hui).

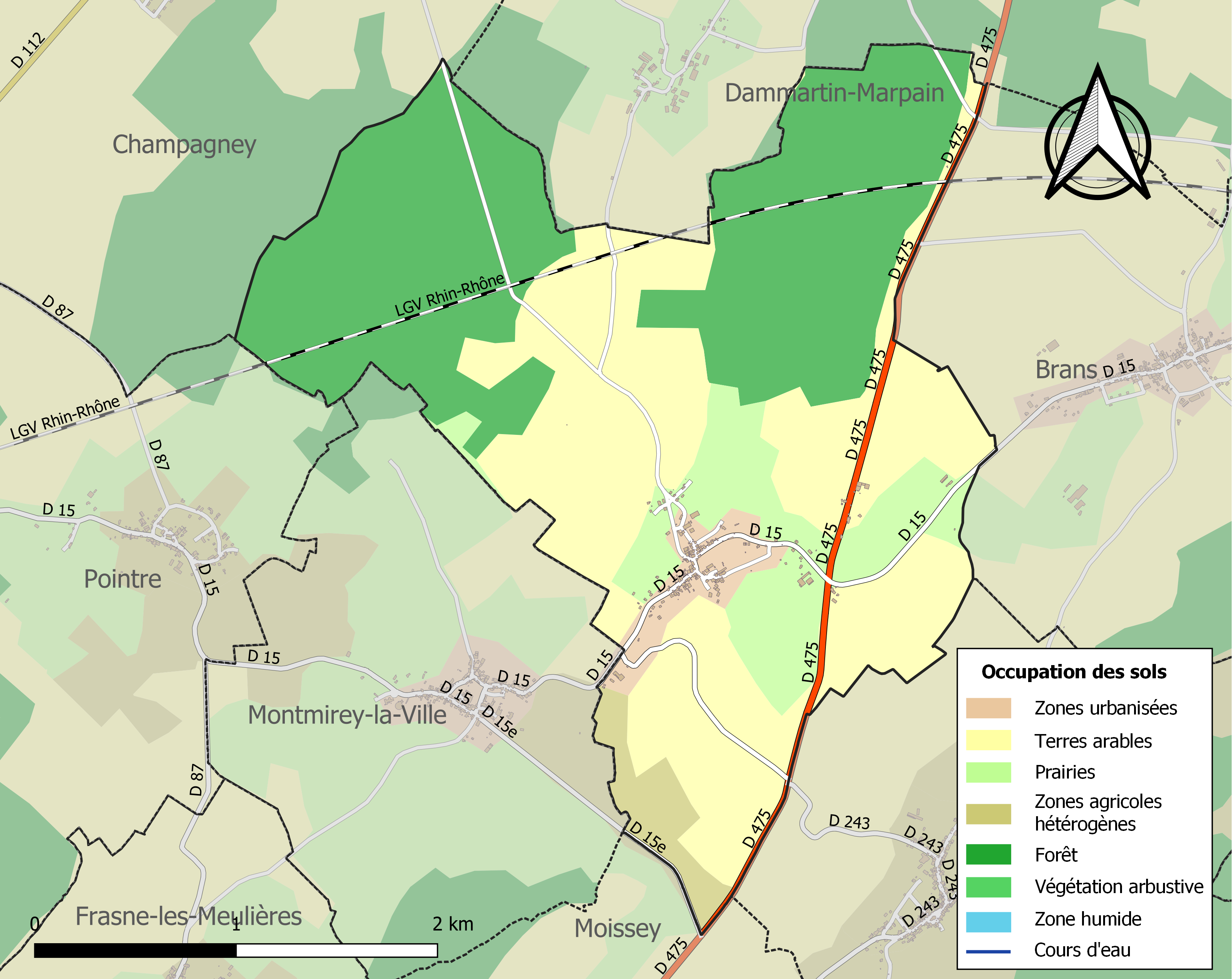
Carte des infrastructures et de l'occupation des sols de la commune en 2018 (CLC).

## Histoire
La seigneurie de Montmirey et son château se trouvaient dans le bailliage de Dole et étaient souvent le lieu de résidence des comtes de Bourgogne comme le prouvent plusieurs de leurs chartes souvent datées de cet endroit. Le comte-duc Philippe Ier de Bourgogne (1346-1361), dit Philippe de Rouvre(s), donnait cette terre à Amédée IV de Genève ; Hugues II de Chalon-Arlay en devenait propriétaire par son mariage avec Blanche, fille d'Amédée III de Genève et sœur d'Amédée IV. En 1398 le comte-duc Philippe II de Bourgogne, dit Philippe le Hardi, la réunissait à son domaine.
Cette terre comprenait un fief qui avait donné son nom à la maison dont étaient issus les seigneurs de Montmirey, le premier connu étant Guillaume de Montmirey qui était témoin, vers l'an 1092, de la donation faite à l'église de Besançon par Étiennette, comtesse de Bourgogne, épouse de Guillaume Ier, comte de Bourgogne. En 1136 Hugues de Montmirey contribuait à la fondation de l'abbaye d'Acey avec Renaud III de Bourgogne ; et Simonin de Montmirey, écuyer se déclarait homme lige de Jean Ier de Chalon-Arlay (fils cadet du comte-régent de Bourgogne Jean le Sage) en novembre 1293.
Au cours de la Révolution française, la commune porta provisoirement le nom de Montmirey-les-Charmes.

## Politique et administration
| Période                                  | Période  | Identité             | Étiquette | Qualité     |
| ---------------------------------------- | -------- | -------------------- | --------- | ----------- |
| vers 1814                                |          | Jean Baptiste Faivre |           |             |
| vers 1820                                |          | Jean Simon Bouveret  |           |             |
| vers 1887                                |          | M. Pyot              |           |             |
| Les données manquantes sont à compléter. |          |                      |           |             |
| avant 1981                               | ?        | Joseph Garnier       |           |             |
| 1987                                     | 2004     | Robert Roy           |           |             |
| 2004                                     | 2010     | Gérard Comunetti     |           |             |
| 2010                                     | 2020     | Monique Vuillemin    | DVD       | Professeure |
| 2020                                     | En cours | Martin Daune         | DVG       |             |

## Démographie
L'évolution du nombre d'habitants est connue à travers les recensements de la population effectués dans la commune depuis 1793. Pour les communes de moins de 10 000 habitants, une enquête de recensement portant sur toute la population est réalisée tous les cinq ans, les populations de référence des années intermédiaires étant quant à elles estimées par interpolation ou extrapolation. Pour la commune, le premier recensement exhaustif entrant dans le cadre du nouveau dispositif a été réalisé en 2005.

En 2022, la commune comptait 197 habitants, en évolution de +1,55 % par rapport à 2016 (Jura : −0,81 %, France hors Mayotte : +2,11 %).
| 1793 | 1800 | 1806 | 1821 | 1831 | 1836 | 1841 | 1846 | 1851 |
| ---- | ---- | ---- | ---- | ---- | ---- | ---- | ---- | ---- |
| 406  | 416  | 461  | 433  | 436  | 456  | 471  | 475  | 482  |

| 1856 | 1861 | 1866 | 1872 | 1876 | 1881 | 1886 | 1891 | 1896 |
| ---- | ---- | ---- | ---- | ---- | ---- | ---- | ---- | ---- |
| 470  | 472  | 423  | 410  | 419  | 386  | 404  | 355  | 324  |

| 1901 | 1906 | 1911 | 1921 | 1926 | 1931 | 1936 | 1946 | 1954 |
| ---- | ---- | ---- | ---- | ---- | ---- | ---- | ---- | ---- |
| 297  | 275  | 271  | 217  | 191  | 187  | 179  | 180  | 166  |

| 1962 | 1968 | 1975 | 1982 | 1990 | 1999 | 2005 | 2006 | 2010 |
| ---- | ---- | ---- | ---- | ---- | ---- | ---- | ---- | ---- |
| 157  | 121  | 137  | 127  | 123  | 145  | 190  | 196  | 168  |

| 2015 | 2020 | 2022 | - | - | - | - | - | - |
| ---- | ---- | ---- | - | - | - | - | - | - |
| 190  | 194  | 197  | - | - | - | - | - | - |

## Lieux et monuments
- Ruine d'un château médiéval datant de Mahaut d'Artois, ennemie jurée du seigneur de Rochefort (début du XIVe siècle).
- Croix pattées (3)
- Croix, à la sortie dir. Montmirey-la-Ville, Rue de l'Église et Route de Brans
- Église de la Nativité-de-la-Vierge, Rue de l'Église
- Fontaines, Rue de Champagney et à La Ruelle (sur la route de Brans)
- Lavoir-fontaine, Grande Rue
- Mairie, Rue de l'Église
- Monument aux morts, Rue de l'Église
- Statue mariale, Rue de l'Église

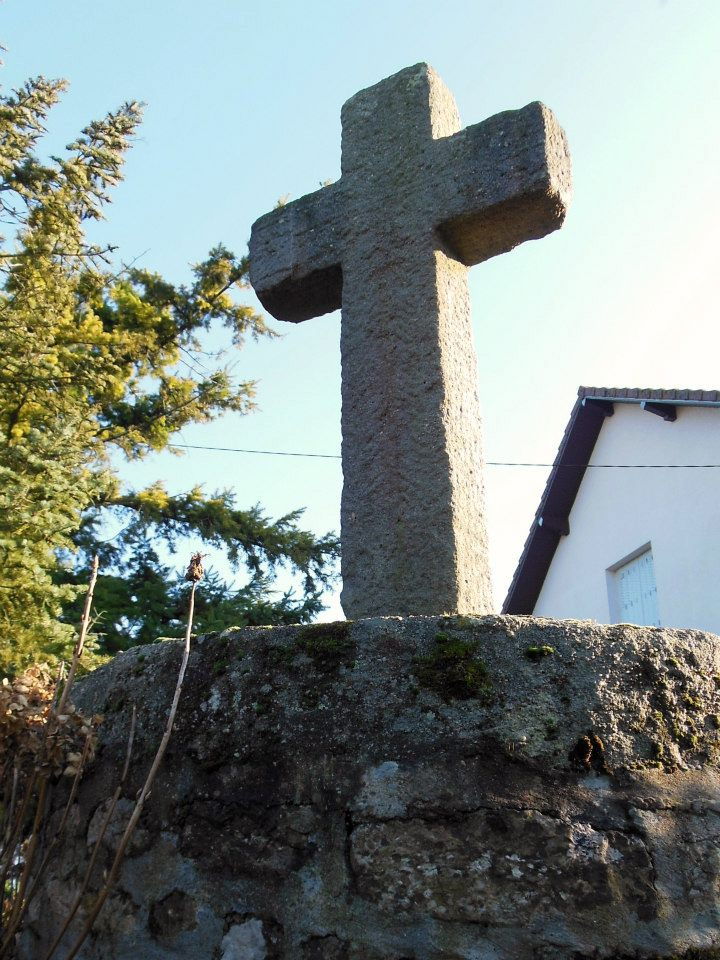
Croix (route de Brans)
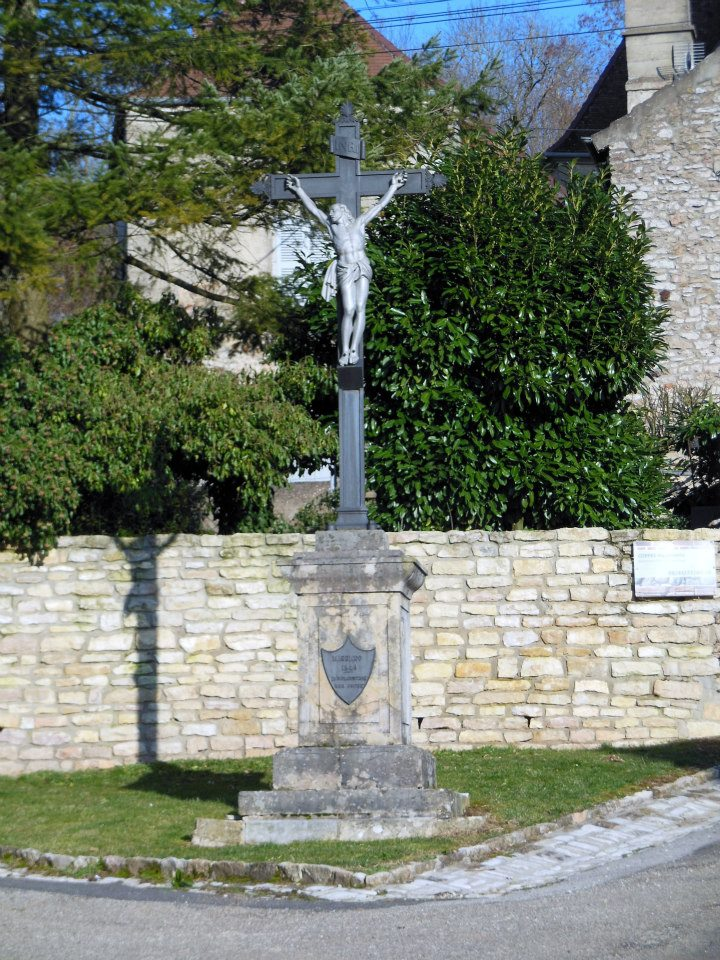
Croix (près église)
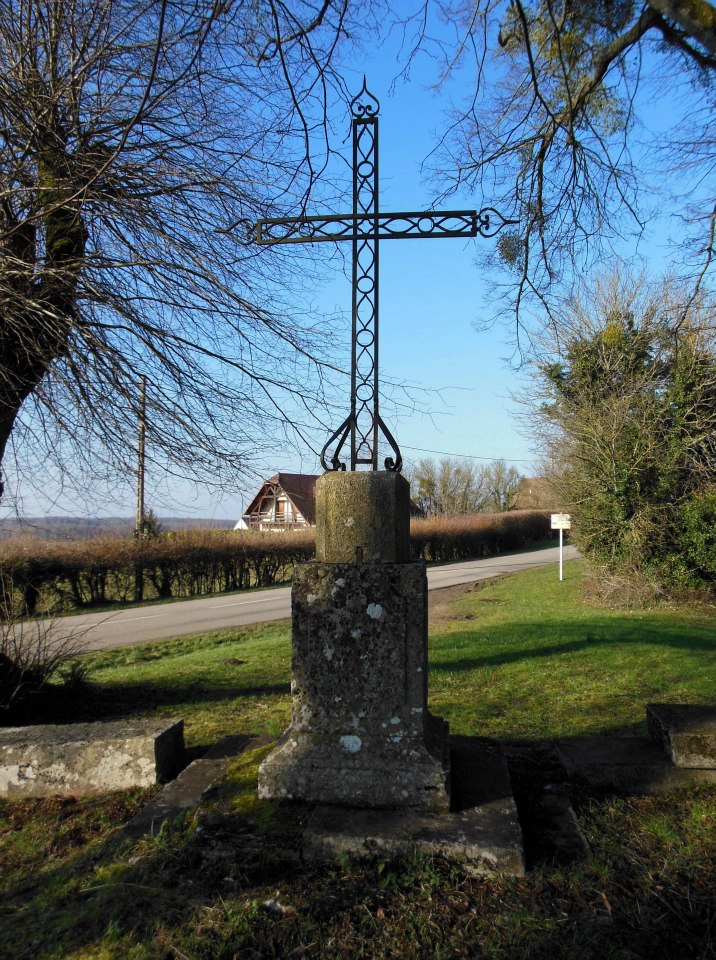
Croix (entrée dir. Montmirey-la-V.)
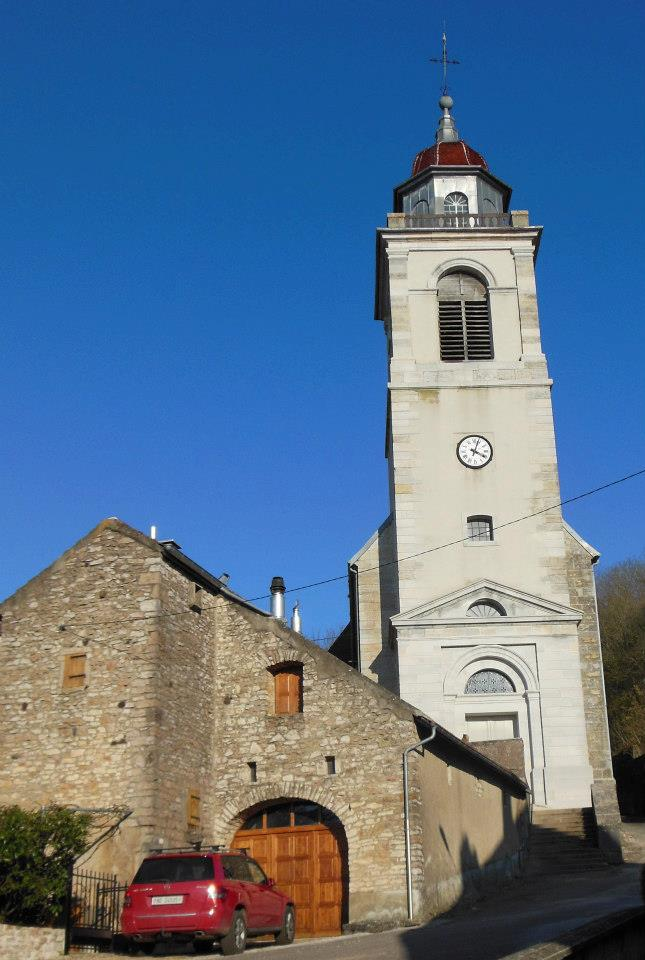
Église de la Nativité-de-la-Vierge
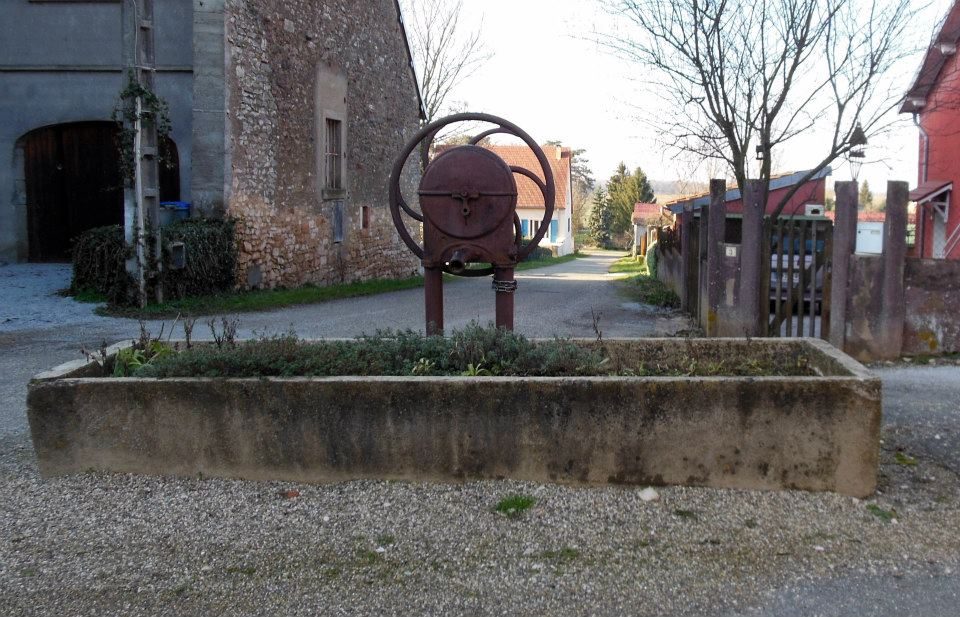
Fontaine de La Ruelle
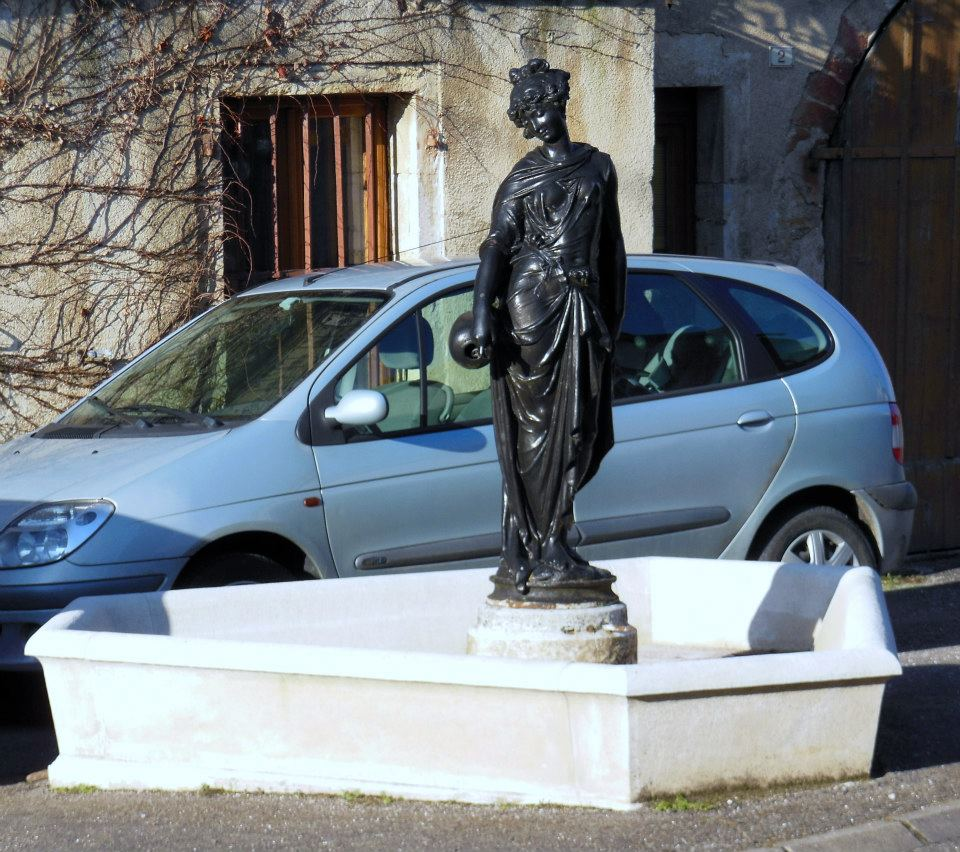
Fontaine
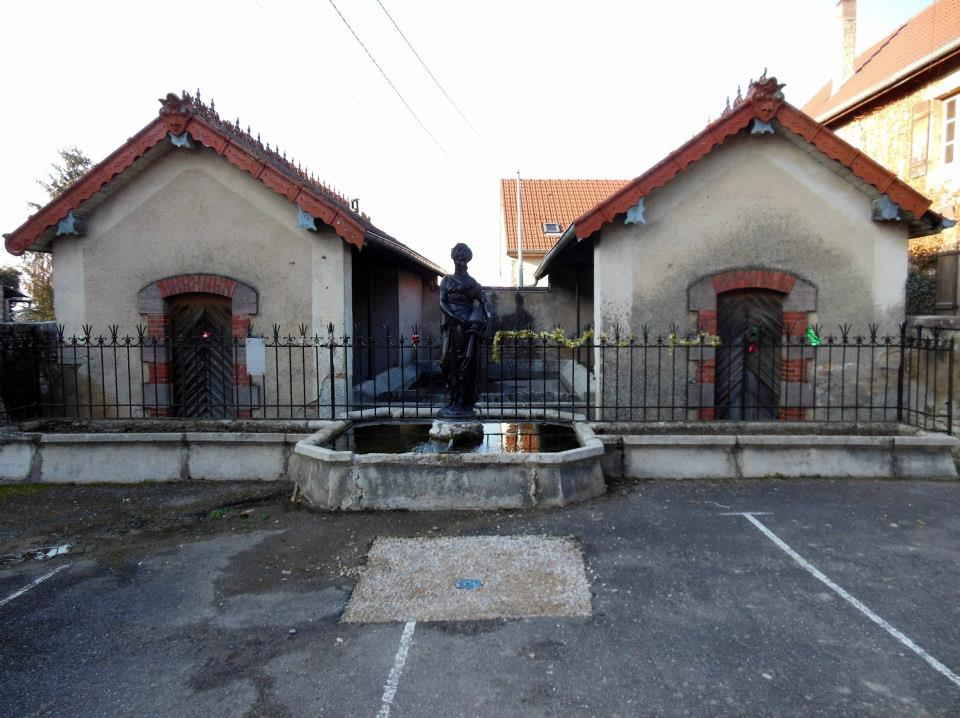
Lavoir
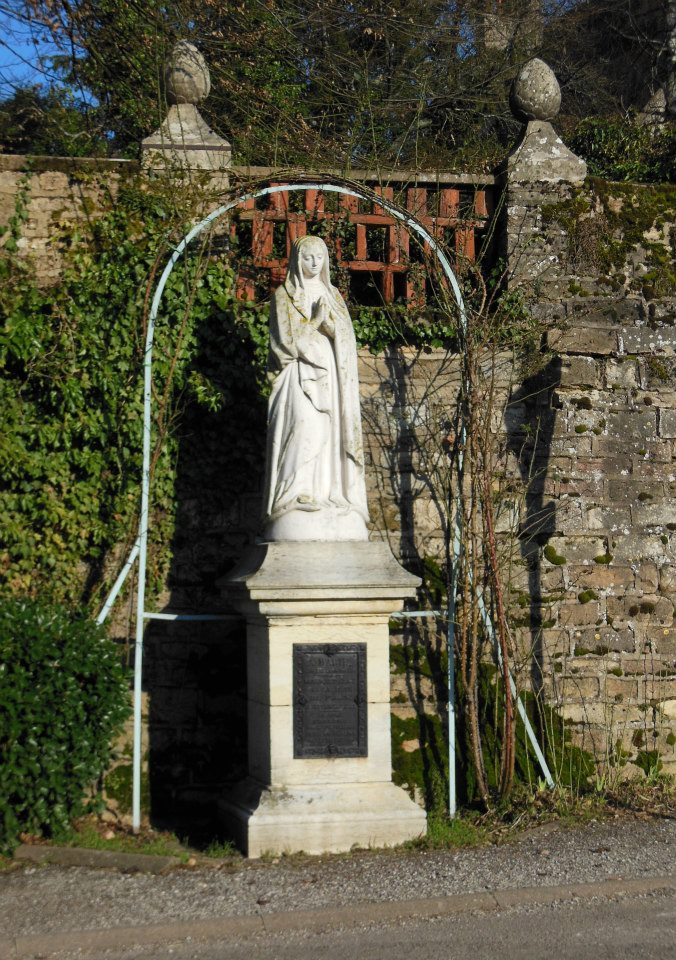
Statue mariale

## Personnalités liées à la commune
- André Poncet, général de division, né le 30 juillet 1755 à Pesmes, mort le 23 juillet 1838 à Montmirey-le-Château
- Zoé Julliot, photographe dite Zozo